# مانوئل فرینی
مانوئل فرینی (انگلیسی: Manuel Ferrini؛ زادهٔ ۲۵ ژوئن ۱۹۹۸) بازیکن فوتبال اهل ایتالیا است.